# 야미도항
야미도항(夜味島港)은 전북특별자치도 군산시 옥도면 야미도리의 야미도에 있는 어항이다. 2010년 5월 17일 어촌정주어항으로 지정되었다. 시설관리자는 군산시장이다.

## 어항 구역
- 수역: 남방파제 해상 끝단점과 물양장 끝단점과 새만금방조제의 매립 두끝단점과, 남방파제에서 새만금방조제와 일직선상에 평행한 선내의 공유수면[1]
- 육역: 야미도리 149, 153[1]

## 어항 시설
- 방파제 45m, 물양장 3,658m2, 부잔교 1기

## 기본 계획
- 2010년 5월 17일 야미도 어촌정주어항 기본계획을  수립, 고시하였다.[1]

## 주요 어종
- 우럭, 광어, 돔, 도미 등

## 같이 보기
- 야미도